# Макротија
Макротија (лат. Microtia) је конгениталне хиперплазије која се карактерише изузетно великом ушном шкољком са слабије или јаче израженим деформитетима појединих анатомских делова шкољке. Успешно се лечи пластично-хируршким захватима, који могу ушној шкољци дати правилну величину и облик.

## Ембрионални развој ушне шкољке и микротија
Развој ушне шкољке почиње на почетку другог месеца феталног живота, када се у најпроксималнијем делу појављују прве шкржне бразде - мале крвжице (лат. coliculi auriculares), од којих се три налазе на мандибуларном, а три на хиодином луку. Оне расту неједнаком брзином, неке остају готово непромењене, као нпр. оне из којих се развијају трагус, антитрагус, и лобулус ушне шкољке, а друге расту у дебљину и ширину, стварајући наборе ушне шкољке. Потпуно развијена ушка може се упоредити са дугуљастом шкољком, која је у особа беле расе отприлике овална, док је код особа црне расе округла или четвртаста. 
Због недовољног раста или неправилног и непотпуног срастања појединих поменутих квржица могу настати разни деформитети ушне шкољке, међу којима је и макротија - изузетно велика ушна шкољка.

## Етиологија
Макротија је највероватније доминантно наследна болест људског ува која је често праћена и поремећајима развоја спољашњег ушног канала (атрезија).
Узрок настанка ове аномалија поред наследних поремећаја могу бити и:
- инфекција током трудноће,
- васкулрани инциденти,
- лоше презентација плода током трудноће,
- удружене аномалије ува, главе и других органа.

## Патогенеза
Док нормално развијена ушна шкољака има највећу дужину 58-62 мм, међу женама и 62-66 мм, код мушкарца код макротије она је значајно већа.

## Терапија
У лечењу се примењују пластично-хируршки захвати, који могу ушној шкољци дати правилну величину и облик